# 习友路

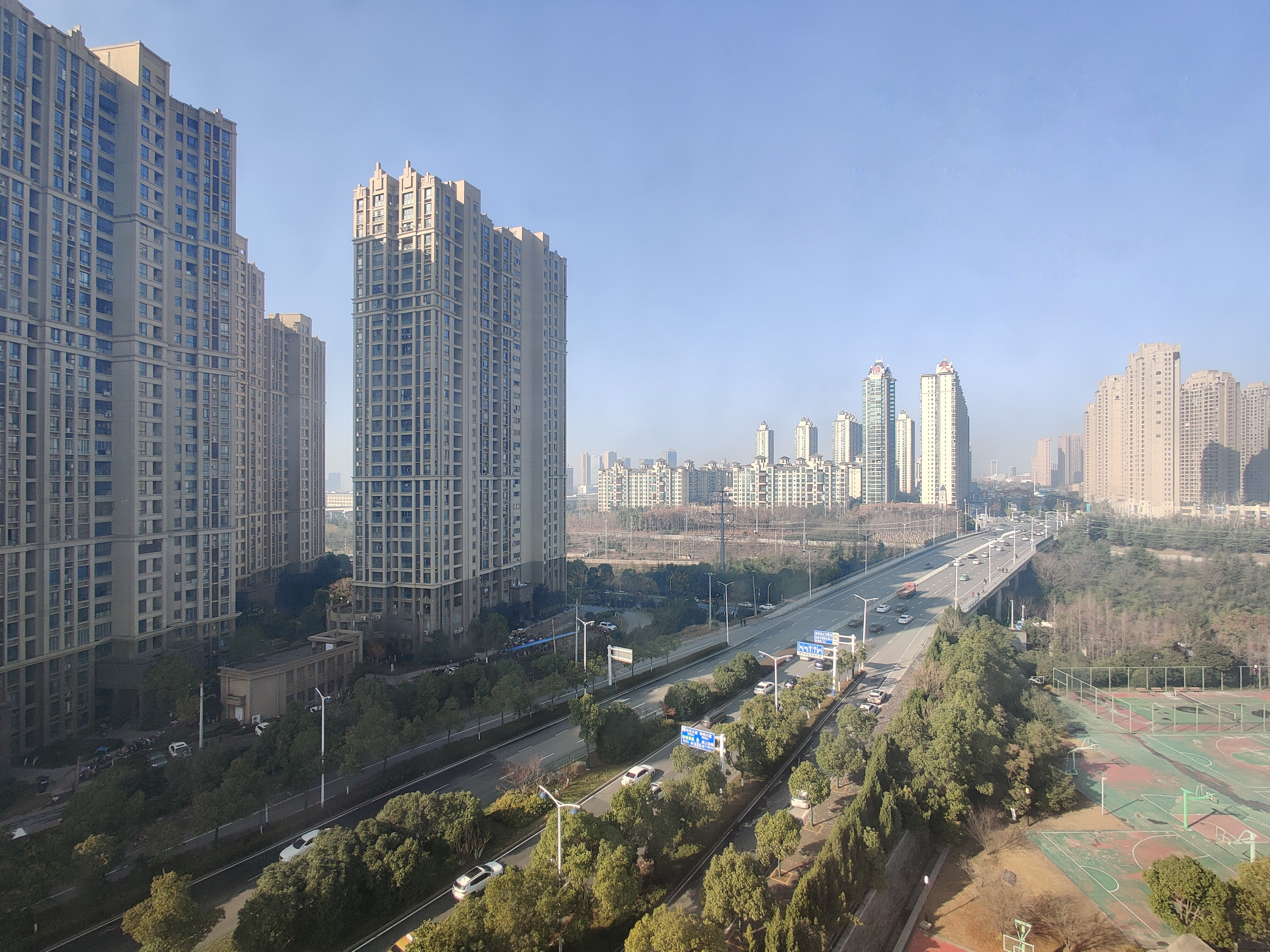
跨越匡河公园与合肥铁路枢纽西环处的习友路

习友路，中国安徽省合肥市的一条东西干道，得名自肥西县革命烈士盛习友，西起蜀山区将军岭路，过金寨路后分为两支，主路接入龙川路继续向东延伸，东南向分出支路仍称习友路（亦称习友南路），直至经开区紫蓬路。习友路已建成全长22.9公里，沿线有合肥市第八中学、安徽博物院、合肥奥体中心、南艳湖公园等机构景点单位。